# Abya Yala

Abya Yala OSM

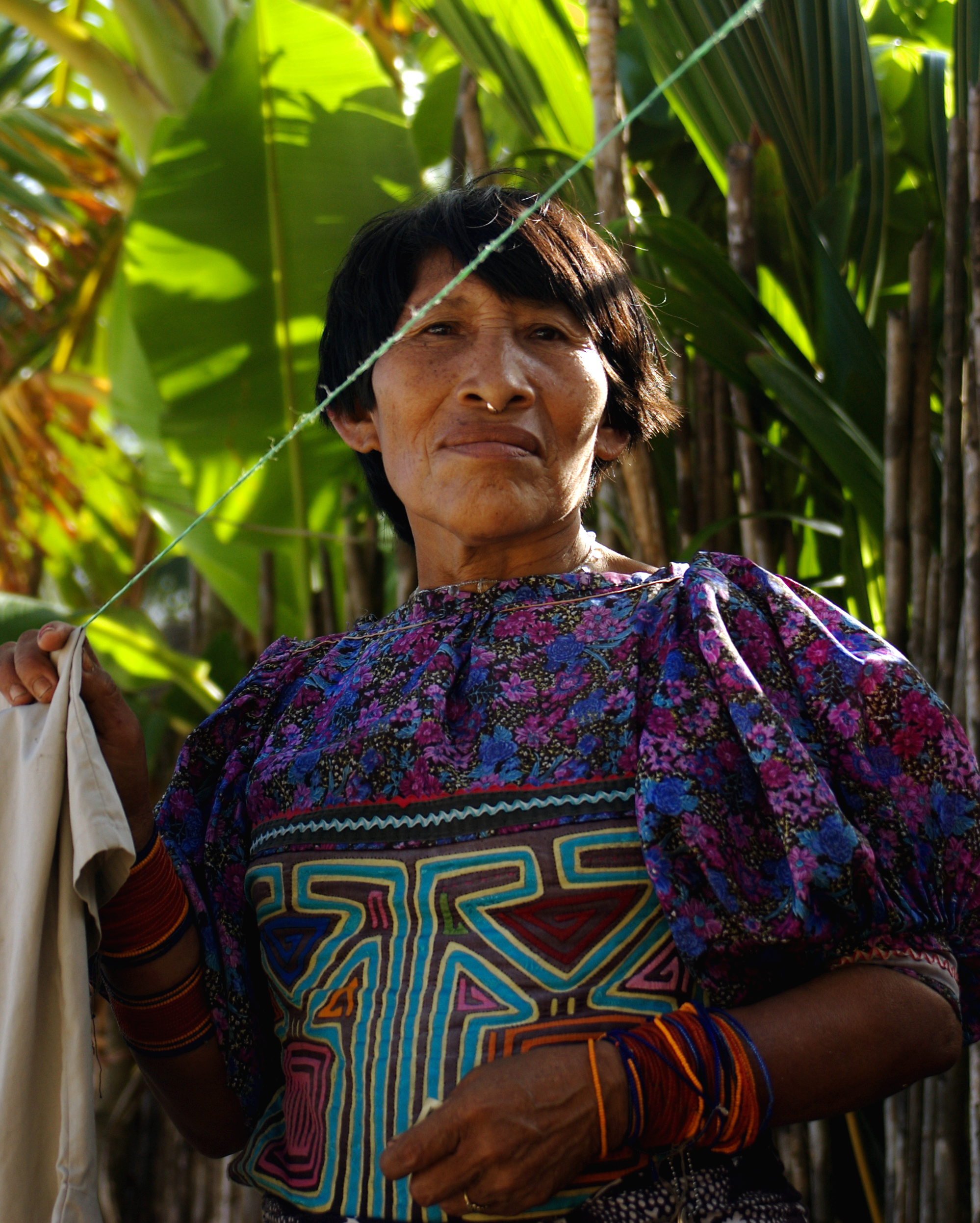
Kunafrau

Abya Yala ist ein aus der Sprache der Kuna in Panamá und dem nordwestlichen Kolumbien stammender, vorkolonialer Name für den amerikanischen Kontinent vor der Ankunft von Christoph Kolumbus und der Europäer.

## Herkunft und Bedeutung
Wörtlich aus der Kuna-Sprache übersetzt bedeutet er Land in voller Reife beziehungsweise Land des lebensnotwendigen Blutes. Ursprünglich muss der Name sich auf die der Kuna bekannte Landmasse bezogen haben (in Unterscheidung zu ihrem eigenen Territorium im engeren Sinne, das Dule Nega „Heimat der Menschen, d. h. Kuna“), da die Kuna in vorkolumbischer Zeit von der Existenz anderer Kontinente nichts wissen konnten und ihnen auch die Ausdehnung des amerikanischen Doppelkontinents nicht klar sein konnte.

## Geschichte
1492 erreichte Christoph Kolumbus zum ersten Mal die Karibik. Für ihn und die europäischen Kolonialisierer war es ein neuer Kontinent. Doch lebten dort bereits Menschen seit 20.000 Jahren. Das Jahr 1492 wurde im eurozentrischen Weltbild als Entdeckung Amerikas gefeiert obwohl es hier bereits mehrere Hochkulturen gab wie beispielsweise die Moche-Kultur und die Inkas. Die präkolumbischen Kulturen wurden in der europäischen und nordamerikanischen Geschichtsschreibung ausgeblendet, in der Landesgeschichte der Länder des Kontinents ist die eigene Geschichte geschrieben. Kleider und Textilien zeigen die soziale Zugehörigkeit zur jeweiligen kulturellen Identität. Der chilenische Künstler Alfredo Jaar thematisierte 1987 mit der Arbeit This is not America die Vereinnahmung des südlichen Kontinents.

## Verwendung
Seit den 1990er Jahren wird der Begriff von verschiedenen Organisationen, Vereinigungen und Einrichtungen der Indigenen Völker Südamerikas verwendet, so zum Beispiel vom Verlag Editorial Abya Yala in Quito, Ecuador. Durch die Anwendung des Begriffs Abya Yala wird eine kritische Einstellung zu den Bezeichnungen Neue Welt oder Amerika zum Ausdruck gebracht. Im Zuge der Dekolonialisierungsdebatte werden Geschichte und bisherige Begriffe reflektiert und erweitert.

## Sonstiges
- Im Nordosten Panamás besteht der Verwaltungsbezirk Guna Yala, der die Heimat der in Panamá lebenden Kuna/Guna ist.
- Ein ähnlicher Begriff ist „Turtle Island“ (Schildkröteninsel) für Nordamerika. Der Ausdruck stammt ursprünglich aus den Algonkin- und Irokesensprachen und geht auf Schöpfungsmythen zurück, die erzählen, wie der Kontinent auf dem Rücken einer Schildkröte entstand.[5][6]